# Tenuiphantes drenskyi
Tenuiphantes drenskyi är en spindelart som först beskrevs av van Helsdingen 1977.  Tenuiphantes drenskyi ingår i släktet Tenuiphantes och familjen täckvävarspindlar.
Artens utbredningsområde är Bulgarien. Inga underarter finns listade i Catalogue of Life.